# Чану-Маре (комуна)
Чану-Маре (рум. Ceanu Mare) — комуна у повіті Клуж в Румунії. До складу комуни входять такі села (дані про населення за 2002 рік):
- Болдуц (830 осіб)
- Боян (822 особи)
- Валя-луй-Кать (122 особи)
- Досу-Напулуй (175 осіб)
- Морцешть (3 особи)
- Стирку (9 осіб)
- Струкут (175 осіб)
- Финаце (133 особи)
- Ходей-Боян (197 осіб)
- Чану-Маре (1076 осіб) — адміністративний центр комуни
- Чургеу (50 осіб)
- Якобень (730 осіб)

Комуна розташована на відстані 298 км на північний захід від Бухареста, 30 км на південний схід від Клуж-Напоки.

## Населення
За даними перепису населення 2002 року у комуні проживали 4322 особи.
Національний склад населення комуни:
| Національність | Кількість осіб | Відсоток |
| -------------- | -------------- | -------- |
| румуни         | 4067           | 94,1%    |
| цигани         | 152            | 3,5%     |
| угорці         | 102            | 2,4%     |
| німці          | 1              | < 0,1%   |

Рідною мовою назвали:
| Мова      | Кількість осіб | Відсоток |
| --------- | -------------- | -------- |
| румунська | 4232           | 97,9%    |
| угорська  | 81             | 1,9%     |
| циганська | 9              | 0,2%     |

Склад населення комуни за віросповіданням:
| Релігія            | Кількість осіб | Відсоток |
| ------------------ | -------------- | -------- |
| православні        | 3855           | 89,2%    |
| п'ятдесятники      | 213            | 4,9%     |
| реформати          | 82             | 1,9%     |
| адвентисти         | 49             | 1,1%     |
| греко-католики     | 38             | 0,9%     |
| римо-католики      | 12             | 0,3%     |
| не релігійні       | 5              | 0,1%     |
| баптисти           | 2              | < 0,1%   |
| унітарії           | 1              | < 0,1%   |
| не вказали релігію | 1              | < 0,1%   |